# Thug On Da Line
Thug On Da Line è il secondo album del rapper Krayzie Bone, pubblicato il 28 agosto 2001 sotto le case discografiche ThugLine Records, Ruthless Records e Loud Records.

## Informazioni
Il disco include i featuring principali di Kelis, Tiffany, Wish Bone e Sade Adu. Le produzioni sono quelle dello stesso Krayzie Bone, The Neptunes, Irv Gotti, Tim Feehan, Damizza, Def Jef e L. T. Hutton.
L'unico singolo estratto dall'album è "Hard Time Hustlin'", in collaborazione con Sade Adu.
"Thug On da Line" ha raggiunto la posizione n.27 della Billboard 200 e la n.13 della Billboard Top R&B/Hip-Hop Albums ed è diventato disco d'oro. Amazon.com lo ha inoltre certificato uno dei migliori album dell'anno.

## Tracce
| #  | Traccia                  | Produttore/i           | Featuring                                | Durata |
| -- | ------------------------ | ---------------------- | ---------------------------------------- | ------ |
| 1  | Y'all Don't Know Me      | L. T. Hutton           |                                          | 4:02   |
| 2  | Ride The Thug Line       | The Co-Stars           | The Gunslagers (Keef G, Bam & Young Dre) | 4:01   |
| 3  | Can't Hustle 4 Ever      | Darren (Nitro) Clowers | Lareece & Young Dre                      | 5:12   |
| 4  | Talk Yo Myself           | Tim Feehan             | Tiffany                                  | 4:03   |
| 5  | A Thugga' Level          | Def Jef                | Boss & Lareece                           | 4:18   |
| 6  | Da Thugs                 | Lofey & Irv Gotti      |                                          | 3:30   |
| 7  | If They Only Knew        | Damizza                |                                          | 3:03   |
| 8  | I Don't Give a F**k      | Def Jef                |                                          | 3:31   |
| 9  | Time After Time          | Krayzie Bone           |                                          | 2:41   |
| 10 | Ride If You Like         | L. T. Hutton           | Lareece, Asu & K-Mont                    | 4:05   |
| 11 | If You A Thug            | Vachik & Super Sako    | Lareece, K-Mont & Asu                    | 4:12   |
| 12 | Hard Time Hustlin'       | Krayzie Bone           | Sade                                     | 4:29   |
| 13 | Gemini                   | L. T. Hutton           |                                          | 3:46   |
| 14 | I Don't Know What        | The Neptunes           | Kelis                                    | 3:44   |
| 15 | Rollin' Up Some Mo'      | LS                     | Lareece, Asu, K-Mont, Boss & Keef G      | 4:27   |
| 16 | Everybody Wanna Be Thugs | L.D.                   |                                          | 3:02   |
| 17 | Bloody Murder (Skit)     | Krayzie Bone           |                                          | 0:53   |
| 18 | Kneight Riduz Wuz Here   | Krayzie Bone           | Kneight Riduz                            | 5:18   |
| 19 | Ready For Combat (Skit)  | Krayzie Bone           |                                          | 0:28   |
| 20 | Thug On Da Line          | Super Sako             | K-Mont, Lareece, Asu & Wish Bone         | 5:03   |

## Posizioni in classifica
| Chart (USA)                      | Posizione massima |
| -------------------------------- | ----------------- |
| Billboard 200                    | 27                |
| Billboard Top R&B/Hip-Hop Albums | 13                |

## Critica
| Recensione su   | Giudizio |
| --------------- | -------- |
| All Music Guide | link     |